# Ципель-Жуцевський
Ци́пель-Жу́цевський (Вершина-Жуцевська, пол. Cypel Rzucewski) — мис на півночі Польщі, знаходиться в Пуцькій затоці Балтійського моря.
В основі мису лужить перехідний пляж, який у західному напрямку поступово заліснюється. На півночі знаходяться скелі Дванадцяти апостолів, які є пам'яткою природи Приморського ландшафтного парку. Вони утворились під дією рухів льодовика.
В основі мису розташоване село Жуцево (звідси й назва).
| Польща | Це незавершена стаття з географії Польщі. Ви можете допомогти проєкту, виправивши або дописавши її. |